# Pompage en ligne
 (janvier 2016).
Sa qualité peut être largement améliorée en utilisant un vocabulaire plus directement compréhensible.

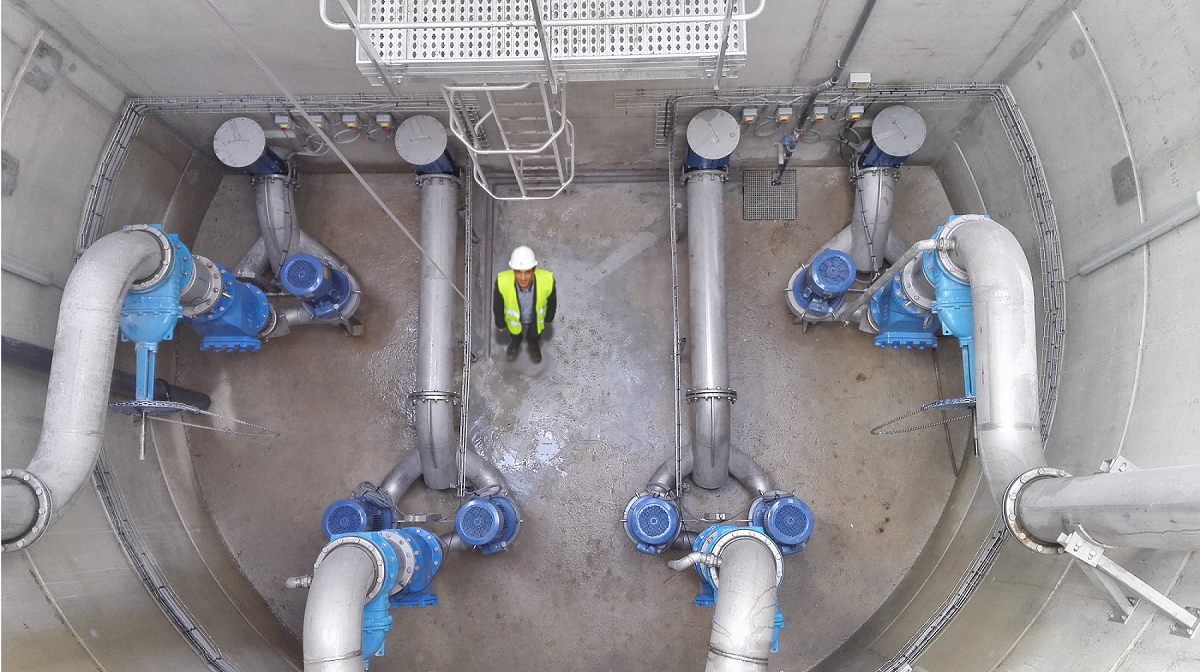
Poste de relevage équipé de la technologie de pompage en ligne directe DIP Système, permettant d'être visité sans aucun risque (poste de relevage propre)

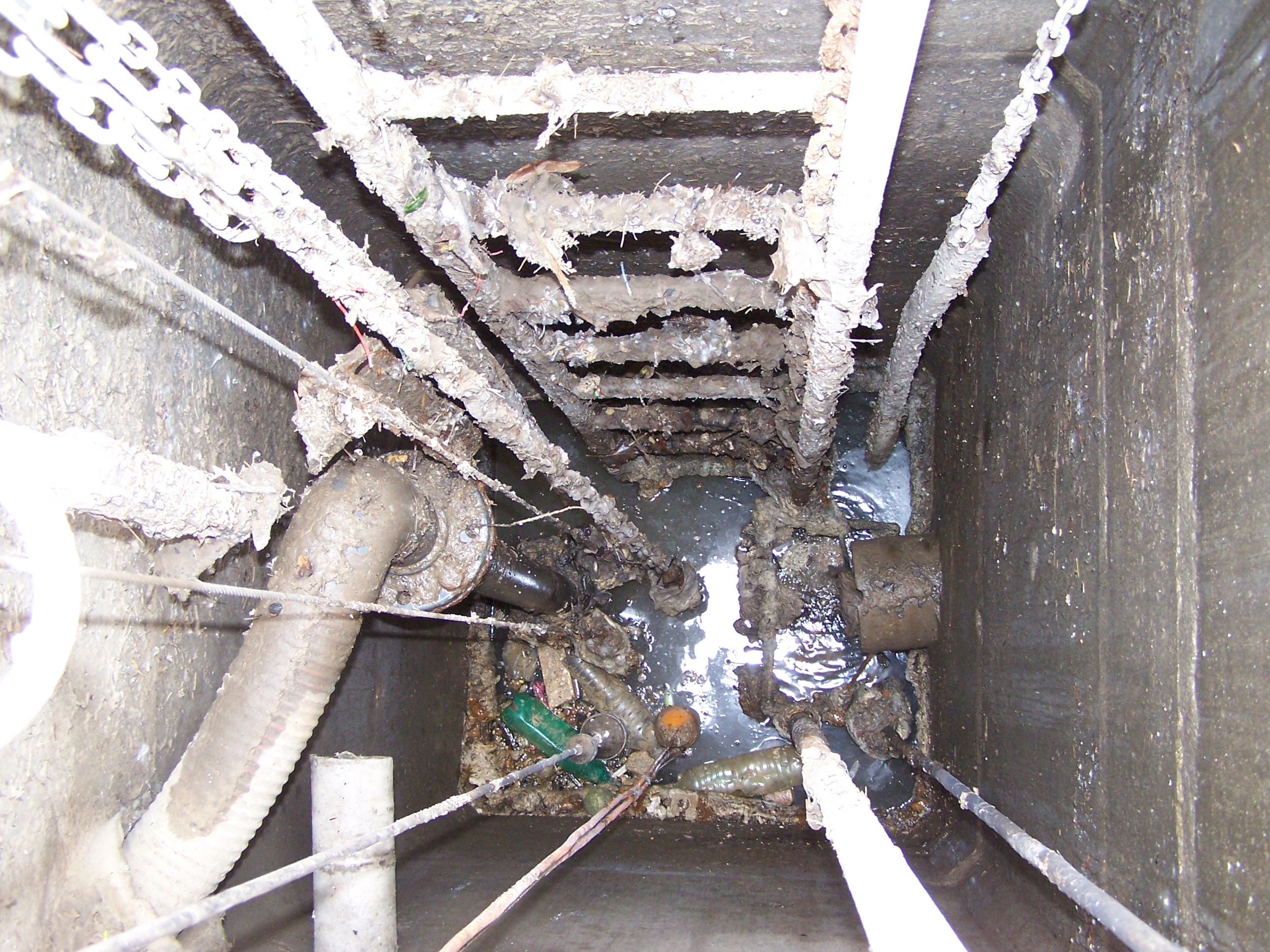
Poste de relevage non équipé de la technologie de pompage en ligne. On y voit stagner de nombreux déchets dans les eaux usées.

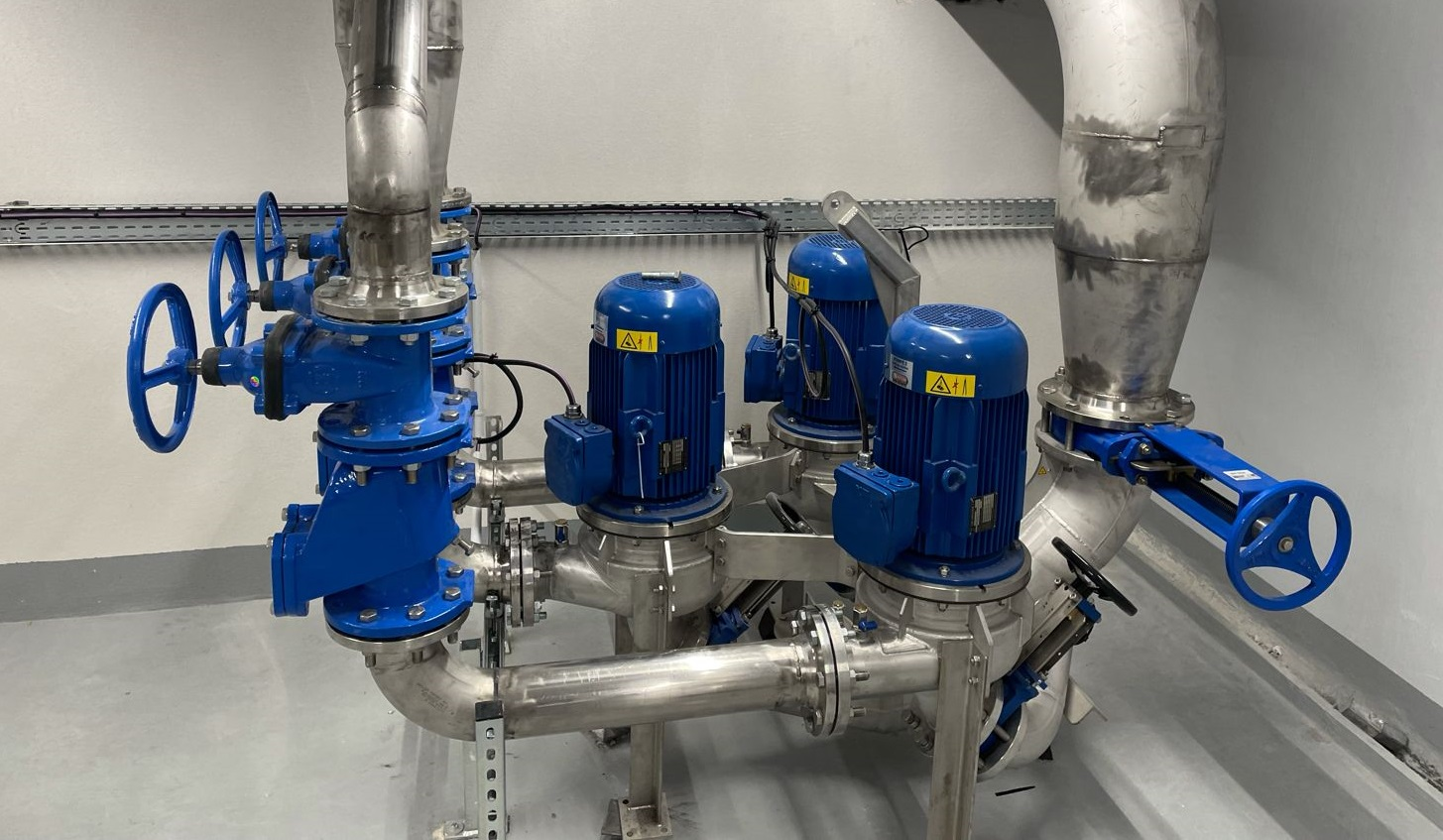
Exemple de pompage en ligne à 3 pompes installé à l'Hôpital Américain à Paris en 2021.

Le pompage en ligne est une façon de relever des effluents bruts gravitaires (aussi appelés eaux usées) directement depuis l’écoulement sans fosse de collecte ou puisard. La pompe s'adapte au débit d'eau arrivant grâce à un variateur de fréquence.

## Contexte
Les réseaux d'assainissement collectifs par gravité sont constitués d'un maillage de tuyaux gravitaires et de stations de pompage (aussi appelées stations de relevage ou stations de relèvement) qui servent à acheminer les effluents jusqu'aux usines de traitement (stations d'épuration, usines de dépollution, ...) Ces stations de pompage peuvent être équipées de différents types de système de technologies dont le pompage en ligne, ou pompage en ligne avec chambre de régulation.

## Fonctionnement
Le pompage en ligne est continu et s'ajuste au débit de l'effluent, sans bâche de rétention. Il est piloté par vitesse variable en fonction d'une consigne liée au débit d'eau entrant. Les pompes de relevage en ligne sont constituées de 2 ou 3 blocs moteurs jumelés par un corps hydraulique commun   (ou pris sur une chambre de régulation selon les fabricants ) dont les formes spéciales ont été étudiées pour être capables de recevoir directement les effluents sans fosse de rétention. 
L'absence de bâche de pompage permet de s’affranchir des phénomènes de décantation, de marnage et potentiellement de fermentation liés aux faibles vitesses d'écoulement et à l'apparition de condition anaérobies dans les fosses. La fermentation anaérobique des eaux usées pouvant entraîner l'apparition de gaz dangereux (H2S). L'installation en fosse sèche permet d'éviter les odeurs, les amas de sables, de graisse, évite la corrosion des équipements, l'érosion des ouvrages, l'encrassement des flotteurs et offre une sécurité d’accès aux techniciens intervenant sur le poste de relevage. L'Institut national de recherche et de sécurité (INRS) publie ainsi en 2010 un guide détaillé sur les postes de relèvement sur les réseaux d'assainissement, Postes de relèvement sur les réseaux d'assainissement - Conception et aménagement des situations de travail, dans lequel sont expliqués les différents types de pompage existants, ainsi que leurs avantages. Un des plus grands risques sur les postes de relevage est l'émanation de gaz H2S, un gaz nocif et mortel, est un danger mortel pour les techniciens d'assainissement et peut altérer et corroder le métal. Le pompage est ligne permet de s'affranchir de l'émanation de ce gaz car il n'y a pas de fosse de rétention donc pas de stagnation de l'effluent.

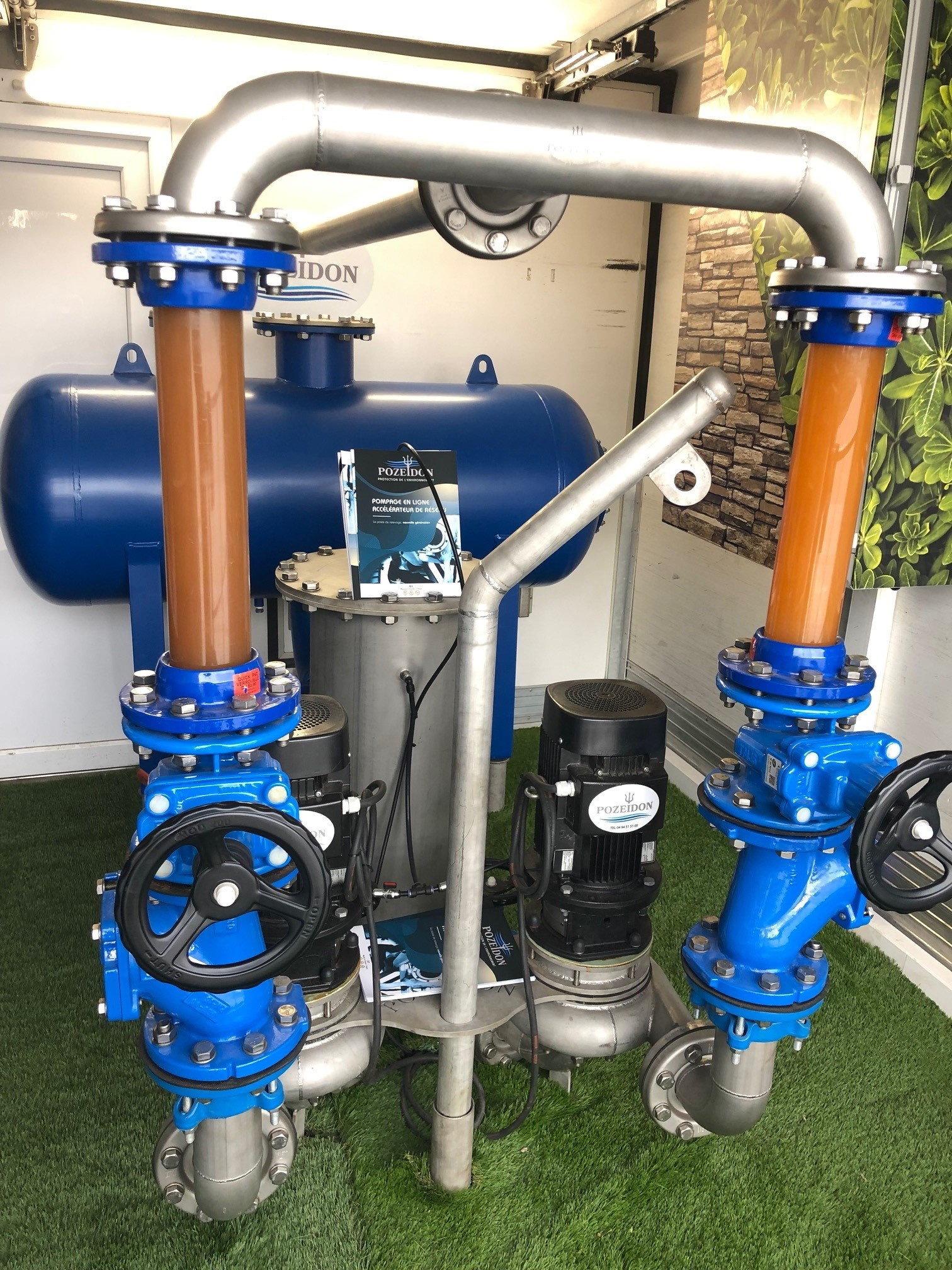
Salon Cycl'Eau Aix - poste de pompage en ligne Pozeidon

### Historique
Si les techniques d’assainissement existent depuis l’époque des Romains (l'égout le plus ancien du monde romain est la fameuse cloaca maxima de Rome), les pots de chambre et autres latrines ont été utilisés durant des siècles. Du Moyen Âge, jusqu'au XVIIIe siècle, tous les déchets domestiques étaient jetés directement dans la rue… Ce n'est que lors de la seconde moitié du XIXe siècle que naît la conception moderne de l'assainissement, lorsque John Snow découvrit la véritable origine du choléra lors de l'épidémie de 1854 à Londres.
Les techniques d'assainissement évoluent en permanence : on a réalisé des puits perdus, des fossés d'irrigation, puis des réseaux souterrains et enfin des installations d'assainissement de plus en plus performantes qu’elles soient individuelles, semi collectives ou collectives.